# Neoseiulus taiwanicus
Neoseiulus taiwanicus är en spindeldjursart som först beskrevs av Ehara 1970.  Neoseiulus taiwanicus ingår i släktet Neoseiulus och familjen Phytoseiidae. Inga underarter finns listade i Catalogue of Life.